# Swissvale
Swissvale  est un borough des États-Unis situé en Pennsylvanie.

## Personnalités
- Billy Gardell
- Dick Groat
- Sierra Sinn
- Diane Holohan
- Richard King
- David Conrad